# Nové Město nad Metují
Nové Město nad Metují (in tedesco Neustadt an der Mettau) è una città della Repubblica Ceca facente parte del distretto di Náchod, nella regione di Hradec Králové.

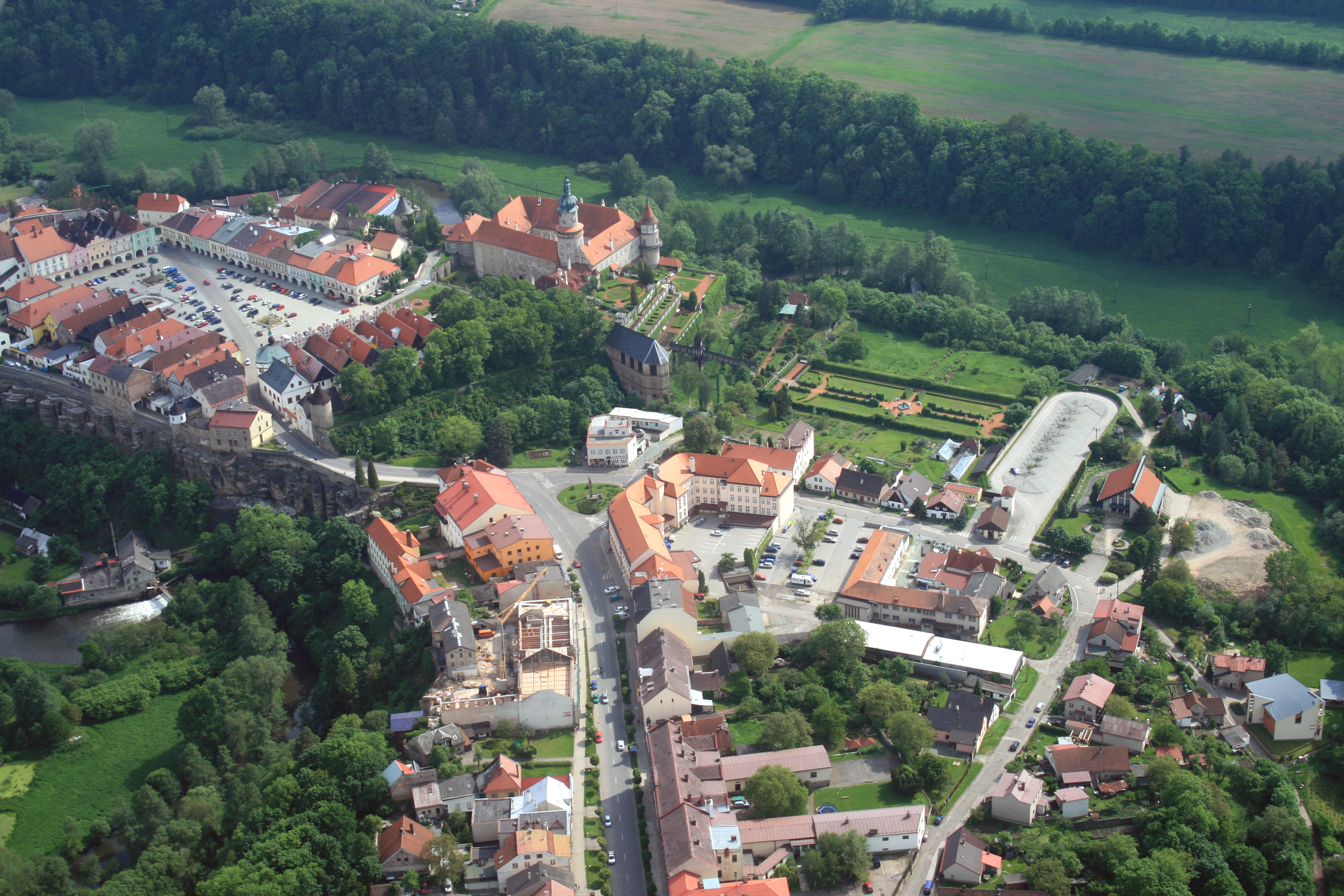
Il castello e i giardini visti dal cielo

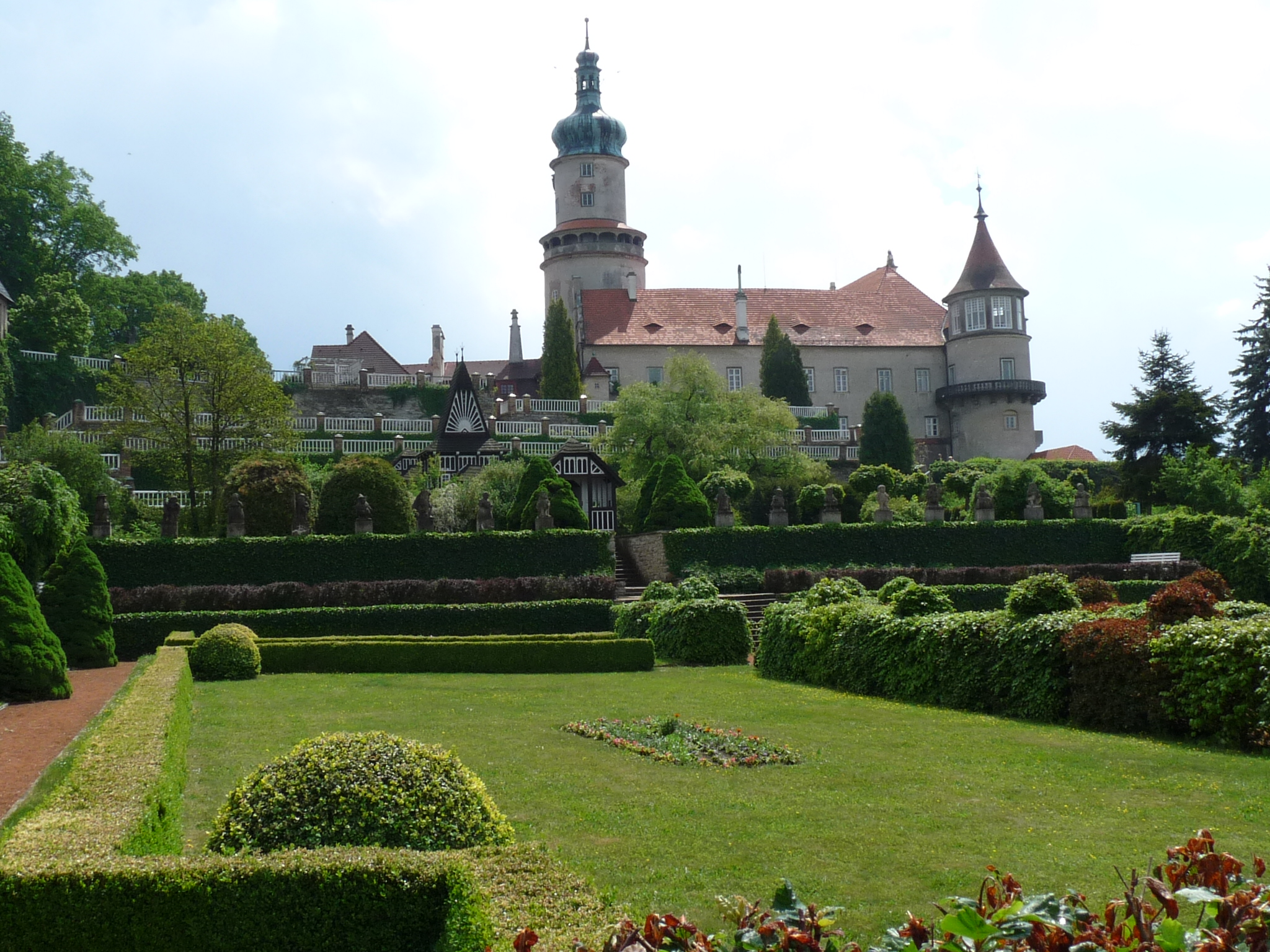
Veduta dai giardini

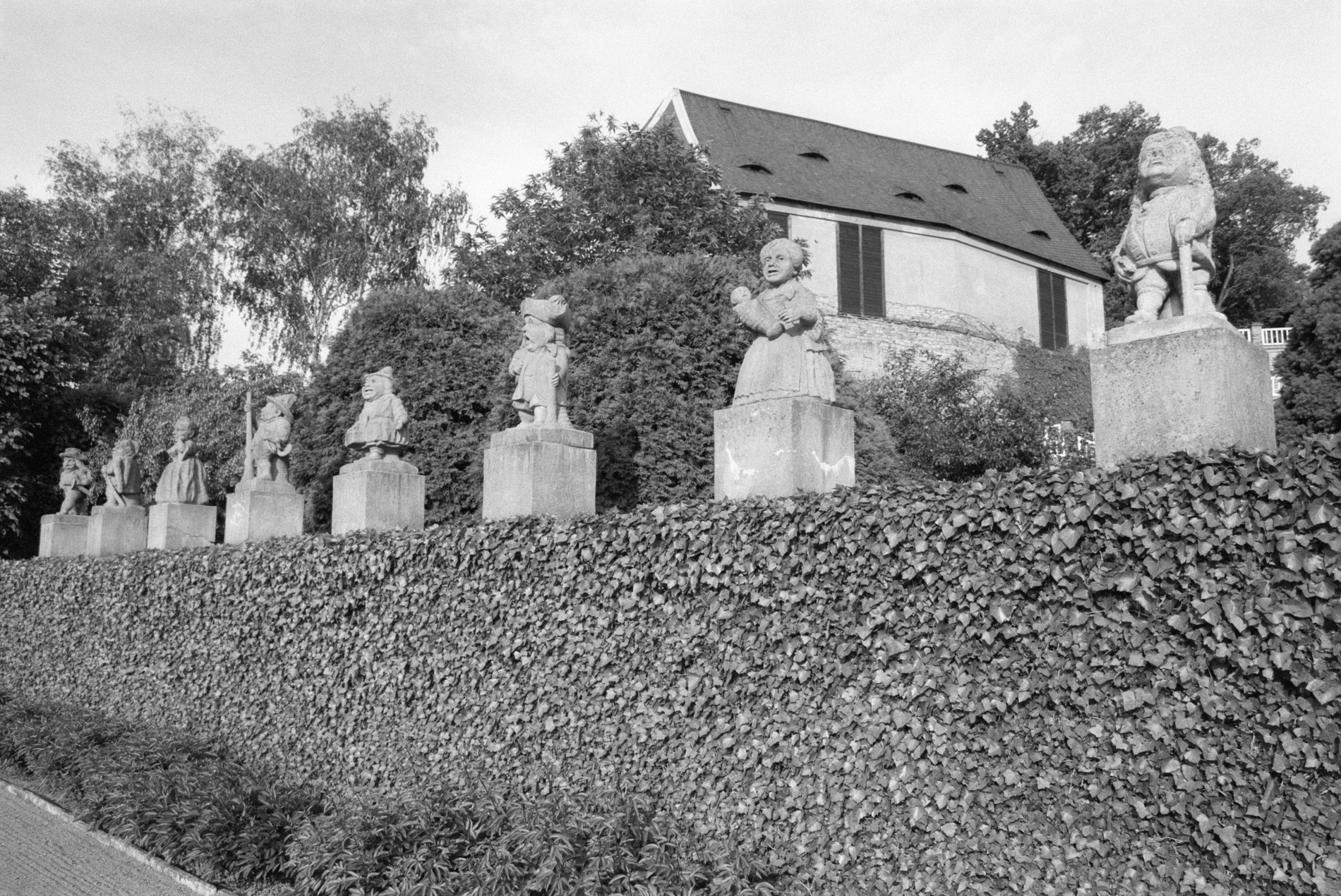
Sculture di nani di Matthias Braun, nei giardini

## Il castello
La fortezza gotica dell'inizio del XVI secolo, di proprietà della famiglia Pernstein, venne ricostruita in forme barocche dopo la guerra dei trent'anni, per Albrecht von Wallenstein, su progetto dell'architetto Carlo Lurago.
Nel 1908 il castello venne acquistato dall'industriale tessile Cyril Bartoň-Dobenín, che ne affidò il restauro all'architetto slovacco Dušan Jurkovič.  Jurkovič allesì nel castello una sede di rappresentanza con arredi e servizi moderni.  Ancora oggi gli interni mostrano in modo chiaro l'influenza dello stile liberty tipico degli anni venti e trenta del XX secolo.
Degni di nota sono la torre, ma anche gli ampi giardini con le caratteristiche sculture di Matthias Braun.

## Amministrazione

### Gemellaggi
- Hilden - Germania dal 1989
- Duszniki-Zdrój - Polonia
- Warrington - Regno Unito